# Mark Workman
Mark Cecil Workman (né le 10 mars 1930 à Charleston, Virginie-Occidentale - mort le 21 décembre 1983) était un joueur professionnel américain de basket-ball.

## Biographie
Workman joua deux ans en NBA pour les Warriors de Philadelphie et les Bullets de Baltimore. Il fut le premier choix de la draft 1952, sélectionné par les Hawks de Milwaukee. Il évolua également pour les Mountaineers de l'Université de Virginie-Occidentale.